# Edmond Vanden Eynde
Edmond Vanden Eynde (* 5. Februar 1924 in Löwen; † 16. Januar 1989 ebenda) war ein belgischer Leichtathletiktrainer.

## Leben
Vanden Eynde war hauptberuflicher Dozent für Leichtathletik an der Sportfakultät der Katholischen Universität Löwen seit 1949. Er promovierte in Sportwissenschaft und wurde 1985 zum Professor berufen. Bekannt wurde er aber als Trainer des Daring Club Löwen. Zu den von ihm trainierten Sportlern gehörten u. a. Gaston Roelants, André Dehertoghe, Emiel Puttemans, Willy Polleunis, Erik De Beck und Ivo Van Damme sowie gegen Ende seiner Karriere auch der niederländische Weltrekordler Jos Hermens. Van den Eynde war der Mitverfasser von 29 Monographien zu Leichtathletik, Sport und Literatur sowie Schulsport. In seinen Trainingsplänen favorisierte er große Trainingsumfänge und Fahrtspiel. Er setzte frühzeitig Höhentraining, Krafttraining (auch als Berglauf) und Elektrische Muskelstimulation ein.
Er erhielt den Offizier des Ordens Leopolds II., die zweite Stufe des belgischen Verdienstordens. Das jährliche internationale Leichtathletiksportfest in Löwen ist nach ihm benannt (De Meeting voor Mon).